# G0401 (China)
De G0401 of  Changsha Ring Expressway  is een autosnelweg in de Volksrepubliek China. De weg vormt een ringweg om Changsha. De G0401 is 102 kilometer lang.